# شرور (شهر)
شرور (به لاتین: Şərur) (از ۱۹۳۰ تا ۱۹۶۴ نوراشن Նորաշեն، از ۱۹۶۴ تا ۱۹۹۱ ایلیچ Ильич و ایلیچفسک Ильичёвск) شهری در شهرستان شرور کشور جمهوری آذربایجان است. جمعیت این شهر بر اساس سرشماری سال ۱۹۸۹ میلادی، ۶٫۰۱۶ نفر و بر اساس سرشماری سال ۲۰۰۸ میلادی، ۶٫۷۰۰ بوده‌است.